# Metacrangonyx knidirii
Metacrangonyx knidirii is een vlokreeftensoort uit de familie van de Metacrangonyctidae. De wetenschappelijke naam van de soort is voor het eerst geldig gepubliceerd in 1998 door Oulbaz, Messouli, Coineau & Boutin.